# Шмелёвка (Ульяновская область)
Шмелёвка — село в Старомайнском районе Ульяновской области, входит в состав Матвеевского сельского поселения.

## География
Село расположено в 41 км к северу от райцентра Старая Майна и в 86 км от областного центра Ульяновск, на правом берегу речки Ясачке — притока Утки.

## История
Село основано в 1676 году, вместе с селом Матвеевка, расположенным на левом берегу Ясачки, мордовскими поселенцами из Нижегородского и Саранского уезда.
В 1698 году, по указу Петра I, инородцы были выселены, а на их место были поселены 21 рядовой польский шляхтич.
С 1708 года Шмелёвка вошла в состав Казанской губернии.
В начале XIX века, при озере Чистом, как выселок деревни Шмелёвки, крестьяне которые  принадлежали дворянам Бекетовым, основали Бекетовку.
В 1861 году сельцо Шмелёвка вошла в состав Жедяевской волости Спасского уезда Казанской губернии.
В 1907 году в деревне открылась земская школа.
В 1918 году в Шмелёвке был создан сельский Совет.
В 1920 году село вошло в состав Мелекесского уезда Самарской губернии.
В 1926 году открылась начальная школа.
В 1930 году в деревне был образован колхоз «Борец за свободу».
В 1941 году началась Великая Отечественная война, с которой в село не вернулось 141 человек.
С 1943 году Шмелёвка в составе Ульяновской области.
В 1958 году колхоз «Борец за свободу» объединился с Матвеевским и Кокрятским колхозами в один — «Память Ленина», который в 1963 году был переименован в колхоз «Имени Крупской».
В 1987 году в Шмелёвке был создан новый колхоз — «Искра».
В 2005 году село вошло в Матвеевское сельское поселение (Ульяновская область).

## Население
| Год  | Число дворов | Число жителей | Примечания                                      |
| ---- | ------------ | ------------- | ----------------------------------------------- |
| 1795 | 172          | 1060          |                                                 |
| 1859 | 138          | 807           | В 1-м стане, на Симбирскому коммерческом тракте |
| 1910 | 256          | 1215          | Есть 3 ветряные мельницы, крупорушка.           |
| 1929 | 342          | 1749          |                                                 |
| 1930 | 363          | 1754          |                                                 |
| 1959 |              | 1037          |                                                 |
| 1979 |              | 536           |                                                 |
| 1999 | 190          | 475           |                                                 |
| 2010 |              | 410           |                                                 |

## Достопримечательности
- Городище «Шмелёвское» (1-я четв. II тыс.) — памятник археологии[4];

## Улицы
ул. Аптечная, ул. Больничная, ул. Зелёная, ул. им Е. М. Ждановой, Казачий пер., ул. Клубная, ул. Коллективная, ул. Культурная, ул. Матвеевская, ул. Мирная, ул. Песчаная, ул. Победы, Полевой пер., ул. Природная, ул. Прощальная, ул. Пушкина, ул. Рабочая, ул. Светлая, ул. Тенистая, Школьный пер.